# シドニー・ウッド
シドニー・ウッド（Sidney Wood, 1911年11月1日 - 2009年1月10日）は、アメリカ・コネティカット州ブラックロック出身の男子テニス選手。

## 来歴
1931年のウィンブルドン選手権男子シングルス優勝者で、地元の全米選手権でも1935年に準優勝がある。ウィンブルドン優勝時は「19歳8か月」で、当時としては2番目の男子シングルス年少優勝記録も持っていた。フルネームは Sidney Burr Beardsley Wood （シドニー・バー・ビアズリー・ウッド）という。愛称の「シド・ウッド」（Sid Wood）で呼ばれることも多い。
ウッドは幼少時代、結核を患うほどの病弱な子供だったという。1927年に15歳でテニス界にデビューした彼は、初出場のウィンブルドン選手権でいきなりルネ・ラコステと対戦した。それから4年後、ウッドは1931年のウィンブルドン選手権にて、19歳8か月の若さで初優勝を飾った。準決勝で地元イギリスのフレッド・ペリーを破ったウッドは、初めての決勝戦で第3シードのフランク・シールズ（アメリカ）と対戦することになったが、シールズが足首の故障で決勝に出場できず、「不戦勝」でウッドの初優勝が決まった。「19歳8か月」での優勝は、大会黎明期の1891年に「19歳5か月」で初優勝したウィルフレッド・バデリー（1872年 - 1929年）に続く2番目の男子シングルス年少優勝記録であった。半世紀後の1985年にボリス・ベッカーが「17歳7か月」で優勝し、バデリーとウッドの年少優勝記録を更新した。
しかし、1932年のウィンブルドン選手権で、大会前年優勝者のウッドは準々決勝で日本の佐藤次郎に 5-7, 5-7, 6-2, 4-6 で敗退した。日本最大の男子テニス選手である佐藤は、このウッド戦の勝利で世界的な評価を高めた。ウィンブルドンでのウッドは、その後1934年にベスト4進出があったが、最盛期に入ったフレッド・ペリーに 3-6, 6-3, 5-7, 7-5, 3-6 で敗れ、2度目の決勝進出を逃した。1935年の準々決勝でジャック・クロフォードに敗れた試合を最後に、ウッドはウィンブルドン選手権を断念した。
シドニー・ウッドは地元の全米選手権でも、1935年に男子シングルス準優勝がある。この決勝戦ではウィルマー・アリソンに 2-6, 2-6, 3-6 のストレートで完敗した。全米選手権では、1930年・1934年・1938年の3度ベスト4進出もある。第2次世界大戦中も、全米選手権だけは途切れることなく開催され、ウッドはその間も出場を続けた。1942年には、男子ダブルスでテッド・シュローダーとペアを組み、ガードナー・ムロイ＆ビル・タルバート組に敗れた準優勝がある。最後の好成績は、1945年にエルウッド・クック（サラ・ポールフリーの2番目の夫）と戦った準々決勝であった。彼は1927年から1956年まで全米選手権に「30年連続出場」の記録を残し、15歳の少年時代から44歳を迎えるまで長くプレーを続行した。
ウッドは全仏選手権には3度しか出場記録がないが、1932年の混合ダブルス部門でヘレン・ウィルス・ムーディとペアを組んだ準優勝がある。
1964年に国際テニス殿堂入り。選手引退後のウッドは、種々の発明活動に携わってきたが、91歳を迎えた2002年にも室内テニス・コートで使用するためのプラスチック・カーペットを発明したという。同年のウィンブルドン選手権期間中に行われたインタビューによれば、ウッドは「歴史上最も偉大な男子テニス選手」について（自分のすぐ後の世代にあたる）テニス史上初の年間グランドスラム達成者「ドン・バッジだ」と述べている。2009年1月10日、シドニー・ウッドはフロリダ州パームビーチで97歳2か月の生涯を終えた。